# Margaret Trudeau
Margaret Joan Sinclair (Vancouver; 10 de septiembre de 1948), conocida como Margaret Trudeau, es una escritora, actriz, fotógrafa, anfitriona de shows televisivos y defensora social de las personas con trastorno bipolar, que ella misma padece. Es la ex-esposa de Pierre Trudeau, 15º primer ministro de Canadá, y madre de Justin Trudeau, 23º primer ministro de Canadá. En 2013 se le otorgó el grado honorario de Doctorada en Leyes de la Universidad de Ontario Occidental como reconocimiento de su trabajo por combatir las enfermedades mentales.

## Primeros años
Nació en Vancouver, Columbia Británica, hija de James Sinclair, ex-miembro liberal del Parlamento de Canadá y ministro de Pesca y Océanos, y Doris Kathleen (Bernard) Sinclair. Uno de sus antepasados maternos fue un conocido miembro de la Compañía Británica de Indias Orientales, William Farquhar. Su padre era escocés, mientras que por parte de madre tiene ascendencia inglesa, escocesa, holandesa, francesa y malaya (por parte de su bisabuela).
Su familia se mudó a Ottawa, Ontario en 1952 cuando su padre fue nombrado miembro del gabinete, pero regresaron a North Vancouver después de que su progenitor perdiera la reelección en 1958. Se graduó en la Simon Fraser University en 1969 con un bachillerato de artes en sociología.

## Matrimonio
Cuando tenía 18 años se fue de vacaciones con su familia a Tahití y allí conoció a Pierre Trudeau, quien en aquel entonces era Ministro de Justicia. Sinclair no lo reconoció y no dio demasiada importancia a su encuentro. Pero Trudeau quedó cautivado por aquella "chica de las flores" veintinueve años más joven que él y comenzó a cotejarla.
Pierre Trudeau todavía estaba soltero cuando fue nombrado primer ministro en 1968. Tras mantener en privado su romance, asombró al país casándose con Sinclair (de 22 años) el 4 de marzo de 1971 en una ceremonia privada celebrada en North Vancouver. Esto causó escepticismo entre los canadienses debido a la diferencia de edad (Trudeau tenía entonces 51 años), pero fue considerado el comportamiento típico para un primer ministro vivaz que se enorgullecía de sus ideas "progresistas" y su vigor juvenil. Como Pierre Trudeau era católico, ella se convirtió a esta religión por matrimonio. Posteriormente estudiaría el budismo, pero ahora se considera anglicana. Cuando se le preguntó sobre su papel en su matrimonio con el primer ministro, Trudeau dijo: «Quiero ser más que una rosa en la solapa de mi marido».
Sinclair tuvo dificultades para adaptarse a su nueva posición. «Desde el día en que me convertí en la Señora de Pierre Elliott Trudeau -escribe en sus memorias- un panel de vidrio fue suavemente colocado a mi alrededor, como un paciente en un hospital mental que ya no es considerado capaz de tomar decisiones y que no puede ser expuesto a una luz intensa.» La pareja tuvo tres hijos: Justin (nacido el 25 de diciembre de 1971), Alexandre (Sacha) (nacido el 25 de diciembre de 1973) y Michel (2 de octubre de 1975 – 13 de noviembre de 1998).

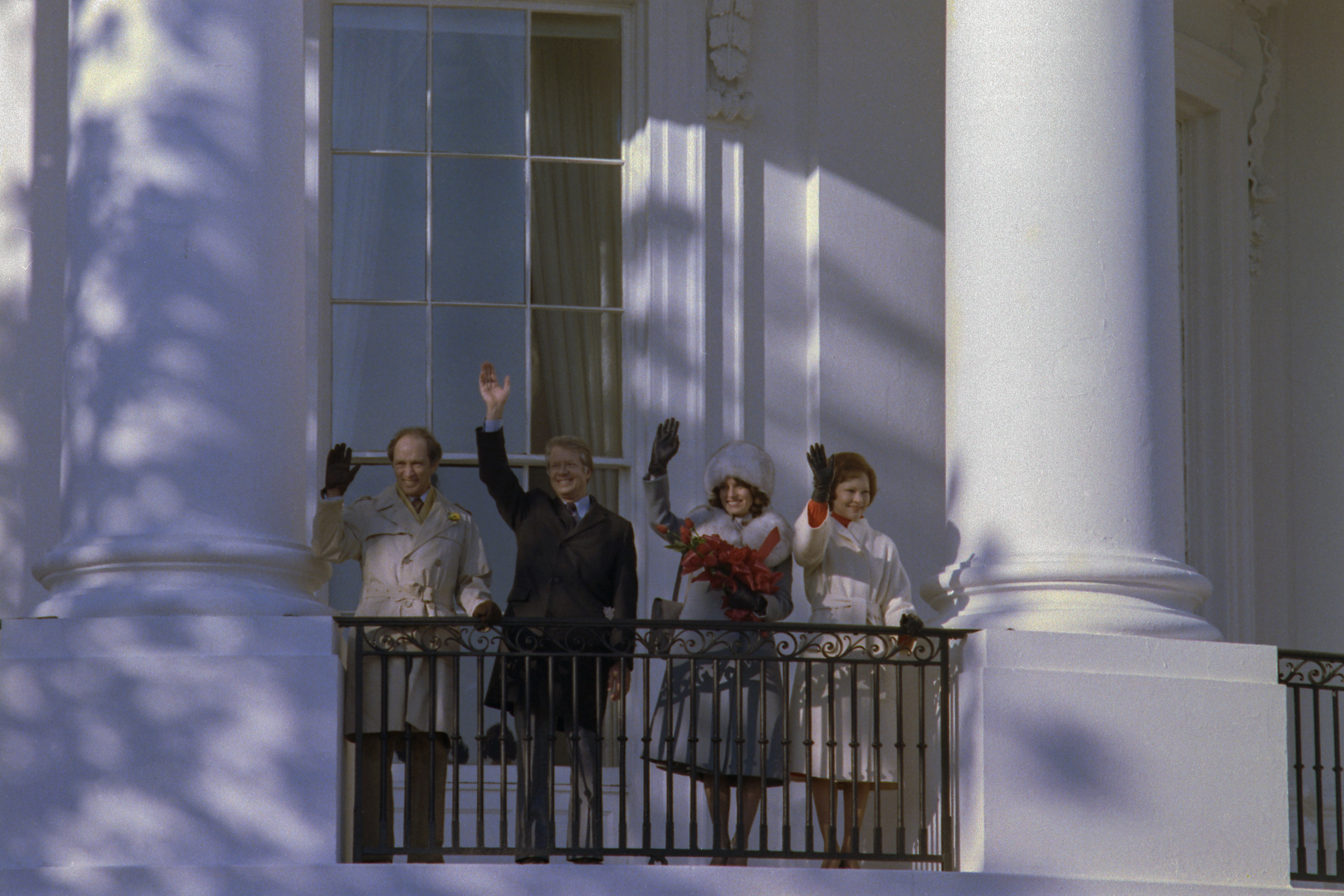
Margaret Trudeau (tercera a la izquierda) en la Casa Blanca en 1977, junto a su marido Pierre, Jimmy Carter y Rosalynn Carter

Aunque la pareja inicialmente aparentaba tener una relación muy cercana y amorosa, el matrimonio pronto empezó a decaer. La señora Trudeau se molestó por las constantes ausencias de su marido relacionadas con el trabajo y se vio obligada a criar sola a sus tres hijos pequeños. Más allá de la repercusión normal por su perfil de consorte, en unos cuantos casos generó sus propios titulares: introdujo droga en el equipaje del primer ministro, hizo apariciones con poca ropa en Studio 54 y desgarró una colcha obra del artista conceptual canadiense Joyce Wieland que estaba colgada en la residencia oficial del primer ministro en Ottawa porque celebraba «la razón sobre la pasión».
Con el tiempo, el matrimonio se desintegró al punto que, como se relata en su libro, la señora Trudeau tuvo un romance con el senador de los EE.UU. Ted Kennedy. También se la relacionó con miembros de los Rolling Stones, incluyendo a Ronnie Wood y Mick Jagger (según la autobiografía de Keith Richards , Life).
Sufrió de estrés y ataques de depresión bipolar, divorciándose de su marido en 1977, convirtiéndose en una destacada activista de la jet-set. Concedió muchas entrevistas «diciéndolo-todo» a revistas canadienses y estadounidenses y apareció en dos películas. Pierre Trudeau consiguió la custodia de sus hijos y no prestó apoyo a su ex mujer después del divorcio. Sinclair tuvo dificultades para ganarse la vida después de su matrimonio, escribiendo un libro sobre él, Más allá de la razón.
En la víspera de las elecciones de 1979, en las que el Partido Liberal perdió la mayoría de los escaños en la Cámara de los Comunes, Sinclair bailaba en el club Studio 54 de Nueva York. Una foto de ella fue portada de múltiples diarios canadienses.[cita requerida]

## Vida privada
Sinclair presentó una demanda de divorcio el 16 de noviembre de 1983, proceso que finalizó el 2 de febrero de 1984. El 18 de abril de ese mismo año, se casó en una ceremonia civil (a la que asistieron sus tres hijos) en Ottawa con el desarrollador inmobiliario Fried Kemper, con quien tuvo dos hijos más: Kyle (nacido en 1984) y Alicia (nacida en 1988).
En noviembre de 1998, su hijo menor Michel, un ávido amante de la naturaleza, murió cuando un alud lo arrastró ladera abajo en Kokanee Lake, Columbia Británica. La pérdida de su hijo fue devastadora, haciéndole padecer un segundo episodio depresivo y llevándola a su segundo divorcio.
Cuando Pierre Trudeau murió en 2000, estaba en cama con sus hijos supervivientes, Justin y Alexandre. Hablando en 2010 sobre su matrimonio con Trudeau dijo: «No porque nuestro matrimonio acabó no significa que el amor se detuvo.»
El 19 de octubre de 2015, su hijo mayor, Justin Trudeau, ganó por mayoría de votos las elecciones federales del 2015, convirtiéndose en el 23º primer ministro de Canadá. Durante el periodo de campaña, Sinclair evitó hacer campaña por miedo de que vieran a su hijo como un candidato «tan poco preparado que necesita a su madre».

## Trabajo, abogacía y escritura
Actualmente es presidenta honoraria de WaterCan, una organización de Ottawa dedicada a ayudar a las comunidades más pobres en países en desarrollo construyendo suministros de agua potable, desarrollo sostenible y servicios de saneamiento ambiental.[cita requerida]
El 5 de mayo de 2006, Trudeau anunció de manera oficial que sufría de desorden bipolar. Desde entonces, ha ayudado a reducir el estigma social de la enfermedad mental — en particular el desorden bipolar — dando conferencias por toda Norteamérica. Es patrona honoraria de la Asociación de Salud Mental canadiense.
Es la autora de Cambiar Mi Mente, un libro sobre su experiencia personal con el desorden bipolar, publicado por HarperCollins Canadá en 2010.

## Premios
El 19 de junio de 2013 la Universidad de Ontario Occidental le otorgó el Doctorado en Leyes honorario como reconocimiento a su trabajo para combatir la enfermedad mental.

## Filmografía
- L'Ange Gardien (1978)
- Kings and Desperate Men (1981)

## Televisión
- Morning Magazine (1981-1983)
- Margaret (1983-1984)